# دینا کارتر
دینا کی کارتر (زاده ۴ ژانویه ۱۹۶۶) یک خواننده و ترانه‌سرای موسیقی کانتری آمریکایی است که در سال ۱۹۹۶ با انتشار اولین آلبومش آیا پاهایم را برای این تراشیدم شکسته شد؟، که گواهینامه ۵× Multi-Platinum را در ایالات متحده برای فروش بیش از ۵ میلیون دریافت کرد. پس از آن همه چیز درست می‌شود در سال ۱۹۹۸، من فقط یک دختر هستم در سال ۲۰۰۳، داستان زندگی من در سال ۲۰۰۵ و زنجیر در سال ۲۰۰۷ منتشر شدند. به‌طور کلی، آلبوم‌های کارتر ۱۴ تک‌آهنگ را به خود اختصاص داده‌اند، از جمله سه تک‌آهنگ که به رتبه یک جدول کانتری بیلبورد رسیدند: " شراب توت فرنگی "، " ما به هر حال رقصیدیم "، و " چگونه می‌توانم به آنجا برسم ".
کارتر دختر فرد کارتر، جونیور خواننده است و در نشویل، تنسی به دنیا آمد. پس از عدم موفقیت اولیه در سن ۱۷ سالگی، او در رشته توانبخشی درمانی وارد دانشگاه تنسی شد و عضویت در انجمن آلفا دلتا پی آمد. در دوران کالج، او در مکان‌های مختلف دانشگاه آواز می‌خواند و برای لذت بردن از خوانندگی اجرا می‌کرد. او همچنین یک بارمن محلی در میخانه پشت در (BDT) در کینگستون پایک بود. پس از فارغ‌التحصیلی، او با بیماران سکته مغزی و آسیب سر در حال بهبودی کار کرد. اگرچه او این کار را ارزشمند و ارزشمند می‌دانست، اما در نهایت متوجه شد که اولین عشق او موسیقی است و تصمیم گرفت حرفه موسیقی را که باقی مانده بود دنبال کند.